# Браян Гленні
Браян Гленні (англ. Brian Glennie; 29 серпня 1946, Торонто — 7 лютого 2020) — канадський хокеїст, що грав на позиції захисника. Грав за збірну команду Канади.
Провів понад 600 матчів у Національній хокейній лізі.

## Ігрова кар'єра
Хокейну кар'єру розпочав 1964 року.
Протягом професійної клубної ігрової кар'єри, що тривала 12 років, захищав кольори команд «Торонто Мейпл-Ліфс», «Лос-Анджелес Кінгс», «Рочестер Американс» (АХЛ) та «Талса Ойлерс» (ЦПХЛ).
Загалом провів 604 матчі в НХЛ, включаючи 32 гри плей-оф Кубка Стенлі.
У складі збірної Канади — бронзовий медаліст зимових Олімпійських ігор 1968 року у Греноблі.

## Статистика
Статистика виступів у північноамериканських хокейних лігах:
| Сезон   | Клуб                 | Ліга    | Регулярний сезон | Регулярний сезон | Регулярний сезон | Регулярний сезон | Регулярний сезон | Плей-оф | Плей-оф | Плей-оф | Плей-оф | Плей-оф |
| Сезон   | Клуб                 | Ліга    | І                | Г                | П                | О                | ШХ               | І       | Г       | П       | О       | ШХ      |
| ------- | -------------------- | ------- | ---------------- | ---------------- | ---------------- | ---------------- | ---------------- | ------- | ------- | ------- | ------- | ------- |
| 1964–65 | «Торонто Мальборос»  | ОХА-Jr. | 56               | 2                | 18               | 20               | 84               | 19      | 0       | 9       | 9       | 22      |
| 1965–66 | «Торонто Мальборос»  | ОХА-Jr. | 48               | 5                | 18               | 23               | 134              | 14      | 0       | 4       | 4       | 57      |
| 1966–67 | «Торонто Мальборос»  | ОХА-Jr. | 43               | 5                | 39               | 44               | 113              | 17      | 2       | 12      | 14      | 44      |
| 1966–67 | «Торонто Мальборос»  | МК      | —                | —                | —                | —                | —                | 9       | 2       | 9       | 11      | 18      |
| 1967–68 | «Оттава Націоналс»   | OHA-Sr. | 30               | 2                | 10               | 12               | 20               | —       | —       | —       | —       | —       |
| 1968–69 | «Рочестер Американс» | АХЛ     | 15               | 1                | 1                | 2                | 16               | —       | —       | —       | —       | —       |
| 1968–69 | «Талса Ойлерс»       | ЦПХЛ    | 25               | 4                | 7                | 11               | 40               | 7       | 1       | 3       | 4       | 12      |

Статистика виступів у Національній хокейній лізі:
| Сезон        | Клуб                 | Ліга         | Регулярний сезон | Регулярний сезон | Регулярний сезон | Регулярний сезон | Регулярний сезон | Плей-оф | Плей-оф | Плей-оф | Плей-оф | Плей-оф |
| Сезон        | Клуб                 | Ліга         | І                | Г                | П                | О                | ШХ               | І       | Г       | П       | О       | ШХ      |
| ------------ | -------------------- | ------------ | ---------------- | ---------------- | ---------------- | ---------------- | ---------------- | ------- | ------- | ------- | ------- | ------- |
| 1969–70      | «Торонто Мейпл-Ліфс» | НХЛ          | 52               | 1                | 14               | 15               | 50               | —       | —       | —       | —       | —       |
| 1970–71      | «Торонто Мейпл-Ліфс» | НХЛ          | 54               | 0                | 8                | 8                | 31               | 3       | 0       | 0       | 0       | 0       |
| 1971–72      | «Торонто Мейпл-Ліфс» | НХЛ          | 61               | 2                | 8                | 10               | 44               | 5       | 0       | 0       | 0       | 25      |
| 1972–73      | «Торонто Мейпл-Ліфс» | НХЛ          | 44               | 1                | 10               | 11               | 54               | —       | —       | —       | —       | —       |
| 1973–74      | «Торонто Мейпл-Ліфс» | НХЛ          | 65               | 4                | 18               | 22               | 100              | 3       | 0       | 0       | 0       | 10      |
| 1974–75      | «Торонто Мейпл-Ліфс» | НХЛ          | 63               | 1                | 7                | 8                | 110              | —       | —       | —       | —       | —       |
| 1975–76      | «Торонто Мейпл-Ліфс» | НХЛ          | 69               | 0                | 8                | 8                | 75               | 6       | 0       | 1       | 1       | 15      |
| 1976–77      | «Торонто Мейпл-Ліфс» | НХЛ          | 69               | 1                | 10               | 11               | 73               | 2       | 0       | 0       | 0       | 0       |
| 1977–78      | «Торонто Мейпл-Ліфс» | НХЛ          | 77               | 2                | 15               | 17               | 62               | 13      | 0       | 0       | 0       | 16      |
| 1978–79      | «Лос-Анджелес Кінгс» | НХЛ          | 18               | 2                | 2                | 4                | 22               | —       | —       | —       | —       | —       |
| Усього в НХЛ | Усього в НХЛ         | Усього в НХЛ | 572              | 14               | 100              | 114              | 621              | 32      | 0       | 1       | 1       | 66      |

Статистика виступів у збірній Канади:
| Рік     | Команда | Турнір | І  | Г | П  | О  | ШХ |
| ------- | ------- | ------ | -- | - | -- | -- | -- |
| 1967–68 | Канада  | ТМ     | 10 | 2 | 10 | 12 | 20 |
| 1968    | Канада  | ОІ     | 7  | 0 | 1  | 1  | 10 |